# Take Me Away (canción de Avril Lavigne)
«Take Me Away» es una canción escrita por Avril Lavigne y Evan Taubenfeld, y fue un sencillo lanzado en el segundo álbum de Lavigne Under My Skin. Empezó en circulación en las radios de rock canadienses en marzo de 2004, al mismo tiempo que estaba promocionando "Don't Tell Me".

## Historial de lanzamientos
| País        | Formato          | Fecha              | Sello  | Ref.  |
| ----------- | ---------------- | ------------------ | ------ | ----- |
| Francia     | Descarga digital | 24 de mayo de 2004 | Arista | [ 2 ] |
| Israel      | Descarga digital | 24 de mayo de 2004 | Arista | [ 3 ] |
| Reino Unido | Descarga digital | 24 de mayo de 2004 | Arista | [ 4 ] |

## Créditos y personal
Créditos adaptados de las notas del CD sencillo "Don't Tell Me".
Grabación y distribución
- Grabado en NRG Studios (North Hollywood, California)
- Mezclado en South Beach Studios (Miami Beach, Florida)
- Ingeniero de ingeniería en Ocean Way Recording (Los Ángeles, Estados Unidos)
- Distribuido por BMG Australia Limited
- Publicado por Almo Music Corp. y Avril Lavigne Publishing Ltd.
- Todos los derechos administrados por Arista Records, Inc.

Personal
| - Avril Lavigne - voz principal, composición de canciones - Evan Taubenfeld - composición de canciones - Don Gilmore – producción - John O'Brien - programación, guitarra, teclados - Michael Ward - guitarra - Dan Certa – ingeniería - Fox Phelps – ingeniería [Asistente] | - Joshua Sarubin – artistas y repertorio - Kim Kinakin – dirección de arte, diseño - Randy Jones – coordinador - Shauna Gold – gestión - Terry McBride – gestión - Cline – fotografía |